# Ralniki
Ralniki (ros. Ральники) – wieś (sieło) w Rosji, w obwodzie kirowskim, w rejonie małmyskim. W 2010 liczyła 229 mieszkańców.